# Тварини Івано-Франківської області, занесені до Червоної книги України
Список тварин Івано-Франківської області, занесених до Червоної книги України.

## Статистика
До списку входить 149 видів тварин, з них:
- Кишковопорожнинних — 0;
- Круглих червів — 1;
- Кільчастих червів 2;
- Членистоногих — 64;
- Молюсків — 6;
- Хордових — 76.

Серед них за природоохоронним статусом: 
- Вразливих — 72;
- Рідкісних — 44;
- Недостатньо відомих  — 4;
- Неоцінених — 6;
- Зникаючих — 22;
- Зниклих у природі — 1;
- Зниклих — 0.

## Список видів
| № п/п | Українська назва виду                               | Латинська назва виду       | Природоохоронний статус | Тип             |
| ----- | --------------------------------------------------- | -------------------------- | ----------------------- | --------------- |
| 1     | Абія блискуча                                       | Abia nitens                | Рідкісний               | Членистоногі    |
| 2     | Абія виблискуюча                                    | Abia fulgens               | Рідкісний               | Членистоногі    |
| 3     | Аноплій самарський                                  | Anoplius samariensis       | Рідкісний               | Членистоногі    |
| 4     | Аполлон                                             | Parnassius apollo          | Зникаючий               | Членистоногі    |
| 5     | Аріанта ефіопська                                   | Arianta aethiops           | Рідкісний               | Молюски         |
| 6     | Бабка перев'язана                                   | Sympetrum pedemontanum     | Вразливий               | Членистоногі    |
| 7     | Беркут                                              | Aquila chrysaetos          | Вразливий               | Хордові         |
| 8     | Бистрянка російська                                 | Alburnoides rossicus       | Зникаючий               | Хордові         |
| 9     | Білозубка велика                                    | Crocidura leucodon         | Недостатньо відомий     | Хордові         |
| 10    | Білоперий пічкур дністровський                      | Romanogobio kesslerii      | Вразливий               | Хордові         |
| 11    | Больбелязм однорогий                                | Bolbelasmus unicornis      | Вразливий               | Членистоногі    |
| 12    | Бражник дубовий                                     | Marumba quercus            | Рідкісний               | Членистоногі    |
| 13    | Бражник мертва голова                               | Acherontia atropos         | Рідкісний               | Членистоногі    |
| 14    | Бражник прозерпіна                                  | Proserpinus proserpina     | Рідкісний               | Членистоногі    |
| 15    | Бражник скабіозовий                                 | Hemaris tityus             | Рідкісний               | Членистоногі    |
| 16    | Бурозубка альпійська                                | Sorex alpinus              | Рідкісний               | Хордові         |
| 17    | Ведмедиця велика                                    | Pericallia matronula       | Вразливий               | Членистоногі    |
| 18    | Ведмедиця-господиня                                 | Callimorpha dominula       | Вразливий               | Членистоногі    |
| 19    | Ведмідь бурий                                       | Ursus arctos               | Зникаючий               | Хордові         |
| 20    | Вечірниця руда                                      | Nyctalus noctula           | Вразливий               | Хордові         |
| 21    | Видра річкова                                       | Lutra lutra                | Неоцінений              | Хордові         |
| 22    | Вирезуб причорноморський                            | Rutilus frisii             | Зникаючий               | Хордові         |
| 23    | Вусач альпійський                                   | Rosalia alpina             | Вразливий               | Членистоногі    |
| 24    | Вусач великий дубовий                               | Cerambyx cerdo             | Вразливий               | Членистоногі    |
| 25    | Вусач земляний хрестоносець (коренеїд хрестоносець) | Dorcadion equestre         | Вразливий               | Членистоногі    |
| 26    | Вусач мускусний                                     | Aromia moschata            | Вразливий               | Членистоногі    |
| 27    | Вусач-червонокрил Келлера                           | Purpuricenus kaehleri      | Вразливий               | Членистоногі    |
| 28    | Вухань австрійський                                 | Plecotus austriacus        | Рідкісний               | Хордові         |
| 29    | Вухань звичайний                                    | Plecotus auritus           | Вразливий               | Хордові         |
| 30    | Глушець (глухар)                                    | Tetrao urogallus           | Зникаючий               | Хордові         |
| 31    | Гоголь                                              | Bucephala clangula         | Рідкісний               | Хордові         |
| 32    | Голуб-синяк                                         | Columba oenas              | Вразливий               | Хордові         |
| 33    | Горностай                                           | Mustela erminea            | Неоцінений              | Хордові         |
| 34    | Джміль глинистий                                    | Bombus argillaceus         | Вразливий               | Членистоногі    |
| 35    | Джміль моховий                                      | Bombus muscorum            | Рідкісний               | Членистоногі    |
| 36    | Джміль пахучий                                      | Bombus fragrans            | Зникаючий               | Членистоногі    |
| 37    | Джміль яскравий                                     | Bombus pomorum             | Вразливий               | Членистоногі    |
| 38    | Дибка степова                                       | Saga pedo                  | Рідкісний               | Членистоногі    |
| 39    | Дисцелія зональна                                   | Discoelius zonalis         | Рідкісний               | Членистоногі    |
| 40    | Дозорець-імператор                                  | Anax imperator             | Вразливий               | Членистоногі    |
| 41    | Доліхомітус головастий                              | Dolichomitus cephalotes    | Рідкісний               | Членистоногі    |
| 42    | Дробація банатська                                  | Drobacia banatica          | Рідкісний               | Молюски         |
| 43    | Дятел білоспинний                                   | Dendrocopos leucotos       | Рідкісний               | Хордові         |
| 44    | Дятел трипалий                                      | Picoides tridactylus       | Вразливий               | Хордові         |
| 45    | Евхальція різнобарвна                               | Euchalcia variabilis       | Рідкісний               | Членистоногі    |
| 46    | Ендроміс березовий                                  | Endromis versicolora       | Вразливий               | Членистоногі    |
| 47    | Жовтюх торфовищний                                  | Colias palaeno             | Зникаючий               | Членистоногі    |
| 48    | Жук-олень, рогач звичайний                          | Lucanus cervus             | Рідкісний               | Членистоногі    |
| 49    | Жук-самітник                                        | Osmoderma barnabita        | Вразливий               | Членистоногі    |
| 50    | Змієїд                                              | Circaetus gallicus         | Рідкісний               | Хордові         |
| 51    | Золотомушка червоночуба                             | Regulus ignicapillus       | Неоцінений              | Хордові         |
| 52    | Зубр                                                | Bison bonasus              | Зниклий в природі       | Хордові         |
| 53    | Йорж носар                                          | Gymnocephalus acerinus     | Зникаючий               | Хордові         |
| 54    | Йорж смугастий                                      | Gymnocephalus schraetser   | Вразливий               | Хордові         |
| 55    | Кажан північний                                     | Eptesicus nilssonii        | Рідкісний               | Хордові         |
| 56    | Кажан пізній                                        | Eptesicus serotinus        | Вразливий               | Хордові         |
| 57    | Карась звичайний, карась золотий                    | Carassius carassius        | Вразливий               | Хордові         |
| 58    | Кіт лісовий                                         | Felis sylvestris           | Вразливий               | Хордові         |
| 59    | Ковалик сплощений                                   | Neopristilophus depressus  | Рідкісний               | Членистоногі    |
| 60    | Кордулегастер двозубчастий                          | Cordulegaster bidentata    | Зникаючий               | Членистоногі    |
| 61    | Кошеніль польська                                   | Porphyropha polonica       | Недостатньо відомий     | Членистоногі    |
| 62    | Красик веселий (Пістрянка весела)                   | Zygaena laeta              | Зникаючий               | Членистоногі    |
| 63    | Красотіл пахучий                                    | Calosoma sycophanta        | Вразливий               | Членистоногі    |
| 64    | Красуня діва                                        | Calopteryx virgo           | Вразливий               | Членистоногі    |
| 65    | Крячок малий                                        | Sterna albifrons           | Рідкісний               | Хордові         |
| 66    | Ксилокопа звичайна (бджола-тесляр звичайна)         | Xylocopa valga             | Рідкісний               | Членистоногі    |
| 67    | Ксилокопа фіолетова (бджола-тесляр фіолетова)       | Xylocopa violacea          | Рідкісний               | Членистоногі    |
| 68    | Кумка жовточерева                                   | Bombina variegata          | Вразливий               | Хордові         |
| 69    | Кутора мала                                         | Neomys anomalus            | Рідкісний               | Хордові         |
| 70    | Лелека чорний                                       | Ciconia nigra              | Рідкісний               | Хордові         |
| 71    | Лилик двоколірний                                   | Vespertilio murinus        | Вразливий               | Хордові         |
| 72    | Лосось дунайський, головатиця                       | Hucho hucho                | Зникаючий               | Хордові         |
| 73    | Лунь лучний                                         | Circus pygargus            | Вразливий               | Хордові         |
| 74    | Лунь польовий                                       | Circus cyaneus             | Рідкісний               | Хордові         |
| 75    | Люцина                                              | Hamearis lucina            | Вразливий               | Членистоногі    |
| 76    | Льодовичник Вествуда                                | Boreus westwoodi           | Неоцінений              | Членистоногі    |
| 77    | Марена дунайсько-дністровська                       | Barbus petenyi             | Вразливий               | Хордові         |
| 78    | Марена звичайна                                     | Barbus barbus              | Вразливий               | Хордові         |
| 79    | Махаон                                              | Papilio machaon            | Вразливий               | Членистоногі    |
| 80    | Мелітта Ванковича                                   | Melitta wankowiczi         | Зникаючий               | Членистоногі    |
| 81    | Мелітурга булавовуса                                | Melitturga clavicornis     | Вразливий               | Членистоногі    |
| 82    | Минь річковий                                       | Lota lota                  | Вразливий               | Хордові         |
| 83    | Мишівка лісова                                      | Sicista betulina           | Рідкісний               | Хордові         |
| 84    | Мідянка звичайна                                    | Coronella austriaca        | Вразливий               | Хордові         |
| 85    | Мінога українська                                   | Eudontomyzon mariae        | Зникаючий               | Хордові         |
| 86    | Мнемозина                                           | Parnassius mnemosyne       | Вразливий               | Членистоногі    |
| 87    | Нетопир звичайний                                   | Pipistrellus pipistrellus  | Вразливий               | Хордові         |
| 88    | Нетопир Натузіуса                                   | Pipistrellus nathusii      | Неоцінений              | Хордові         |
| 89    | Нетопир середземноморський                          | Pipistrellus kuhlii        | Вразливий               | Хордові         |
| 90    | Нічниця Брандта                                     | Myotis brandtii            | Рідкісний               | Хордові         |
| 91    | Нічниця велика                                      | Myotis myotis              | Вразливий               | Хордові         |
| 92    | Нічниця водяна                                      | Myotis daubentonii         | Вразливий               | Хордові         |
| 93    | Нічниця вусата                                      | Myotis mystacinus          | Вразливий               | Хордові         |
| 94    | Нічниця довговуха                                   | Myotis bechsteinii         | Вразливий               | Хордові         |
| 95    | Нічниця Наттерера                                   | Myotis nattereri           | Вразливий               | Хордові         |
| 96    | Норка європейська                                   | Mustela lutreola           | Зникаючий               | Хордові         |
| 97    | Ореїна зелена                                       | Oreina viridis             | Зникаючий               | Членистоногі    |
| 98    | Ореїна плагіата                                     | Oreina plagiata            | Рідкісний               | Членистоногі    |
| 99    | Орябок                                              | Tetrastes bonasia          | Вразливий               | Хордові         |
| 100   | Офіогомфус Цецилія                                  | Ophiogomphus cecilia       | Вразливий               | Членистоногі    |
| 101   | Підковоніс малий                                    | Rhinolophus hipposideros   | Вразливий               | Хордові         |
| 102   | Підорлик малий                                      | Aquila pomarina            | Рідкісний               | Хордові         |
| 103   | Плавунець широкий                                   | Dytiscus latissimus        | Недостатньо відомий     | Членистоногі    |
| 104   | Плікутерія Любомирського                            | Plicuteria lubomirskii     | Вразливий               | Молюски         |
| 105   | Подалірій                                           | Iphiclides podalirius      | Вразливий               | Членистоногі    |
| 106   | Полівка снігова                                     | Chionomys nivalis          | Вразливий               | Хордові         |
| 107   | Полівка татранська                                  | Microtus tatricus          | Рідкісний               | Хордові         |
| 108   | Поліксена                                           | Zerynthia polyxena         | Вразливий               | Членистоногі    |
| 109   | Полоз лісовий, полоз ескулапів                      | Zamenis longissimus        | Зникаючий               | Хордові         |
| 110   | Простеномфалія карпатська                           | Prostenomphalia carpathica | Вразливий               | Молюски         |
| 111   | Пугач                                               | Bubo bubo                  | Рідкісний               | Хордові         |
| 112   | П'явка медична                                      | Hirudo medicinalis         | Вразливий               | Кільчасті черви |
| 113   | Райдужниця велика                                   | Apatura iris               | Вразливий               | Членистоногі    |
| 114   | Рак широкопалий                                     | Astacus astacus            | Вразливий               | Членистоногі    |
| 115   | Рись                                                | Lynx lynx                  | Рідкісний               | Хордові         |
| 116   | Саламандра плямиста                                 | Salamandra salamandra      | Вразливий               | Хордові         |
| 117   | Сатир залізний                                      | Hipparchia statilinus      | Рідкісний               | Членистоногі    |
| 118   | Сатурнія мала                                       | Eudia pavonia              | Рідкісний               | Членистоногі    |
| 119   | Сатурнія руда                                       | Aglia tau                  | Вразливий               | Членистоногі    |
| 120   | Сиворакша                                           | Coracias garrulus          | Зникаючий               | Хордові         |
| 121   | Сичик-горобець                                      | Glaucidium passerinum      | Вразливий               | Хордові         |
| 122   | Сінниця Геро                                        | Coenonympha hero           | Вразливий               | Членистоногі    |
| 123   | Скопа                                               | Pandion haliaetus          | Зникаючий               | Хордові         |
| 124   | Сова довгохвоста                                    | Strix uralensis            | Недостатньо відомий     | Хордові         |
| 125   | Сорокопуд сірий                                     | Lanius excubitor           | Рідкісний               | Хордові         |
| 126   | Стафілін волохатий                                  | Emus hirtus                | Рідкісний               | Членистоногі    |
| 127   | Стерлядь прісноводна                                | Acipenser ruthenus         | Зникаючий               | Хордові         |
| 128   | Стрічкарка блакитна                                 | Catocala fraxini           | Вразливий               | Членистоногі    |
| 129   | Стрічкарка орденська малинова                       | Catocala sponsa            | Рідкісний               | Членистоногі    |
| 130   | Стрічкарка тополева                                 | Limenitis populi           | Вразливий               | Членистоногі    |
| 131   | Тетерук                                             | Lyrurus tetrix             | Зникаючий               | Хордові         |
| 132   | Тинівка альпійська                                  | Prunella collaris          | Вразливий               | Хордові         |
| 133   | Тритон альпійський                                  | Mesotriton alpestris       | Вразливий               | Хордові         |
| 134   | Тритон карпатський                                  | Lissotriton montandoni     | Вразливий               | Хордові         |
| 135   | Трохета Биковського                                 | Trocheta bykowskii         | Вразливий               | Кільчасті черви |
| 136   | Трохулюс Більца                                     | Trochulus bielzi           | Вразливий               | Молюски         |
| 137   | Турун Ештрайхера                                    | Carabus estreicheri        | Вразливий               | Членистоногі    |
| 138   | Тхір лісовий                                        | Mustela putorius           | Неоцінений              | Хордові         |
| 139   | Тхір степовий                                       | Mustela eversmanni         | Зникаючий               | Хордові         |
| 140   | Харіус європейський                                 | Thymallus thymallus        | Вразливий               | Хордові         |
| 141   | Хондруля Більца                                     | Chondrula bielzi           | Рідкісний               | Молюски         |
| 142   | Хризоліна карпатська                                | Chrysolina carpatica       | Рідкісний               | Членистоногі    |
| 143   | Хромадоріна двоока                                  | Chromadorina bioculata     | Зникаючий               | Круглі черви    |
| 144   | Чернь білоока                                       | Aythya nyroca              | Вразливий               | Хордові         |
| 145   | Чоп звичайний, чоп великий                          | Zingel zingel              | Рідкісний               | Хордові         |
| 146   | Чорнушка Манто                                      | Erebia manto               | Рідкісний               | Членистоногі    |
| 147   | Шовкопряд кульбабовий                               | Lemonia taraxaci           | Вразливий               | Членистоногі    |
| 148   | Ялець звичайний                                     | Leuciscus leuciscus        | Вразливий               | Хордові         |
| 149   | Ящірка зелена                                       | Lacerta viridis            | Вразливий               | Хордові         |